# Đi săn với đại bàng

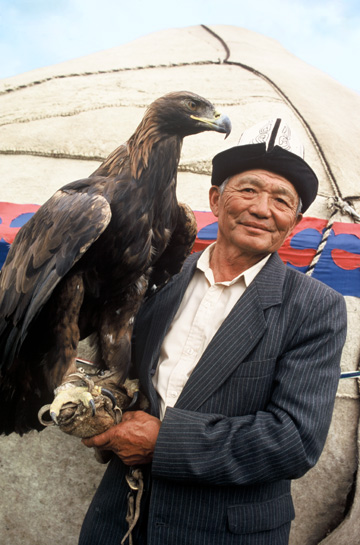
Một con đại bàng vàng đã được thuần hóa ở vùng Trung Á

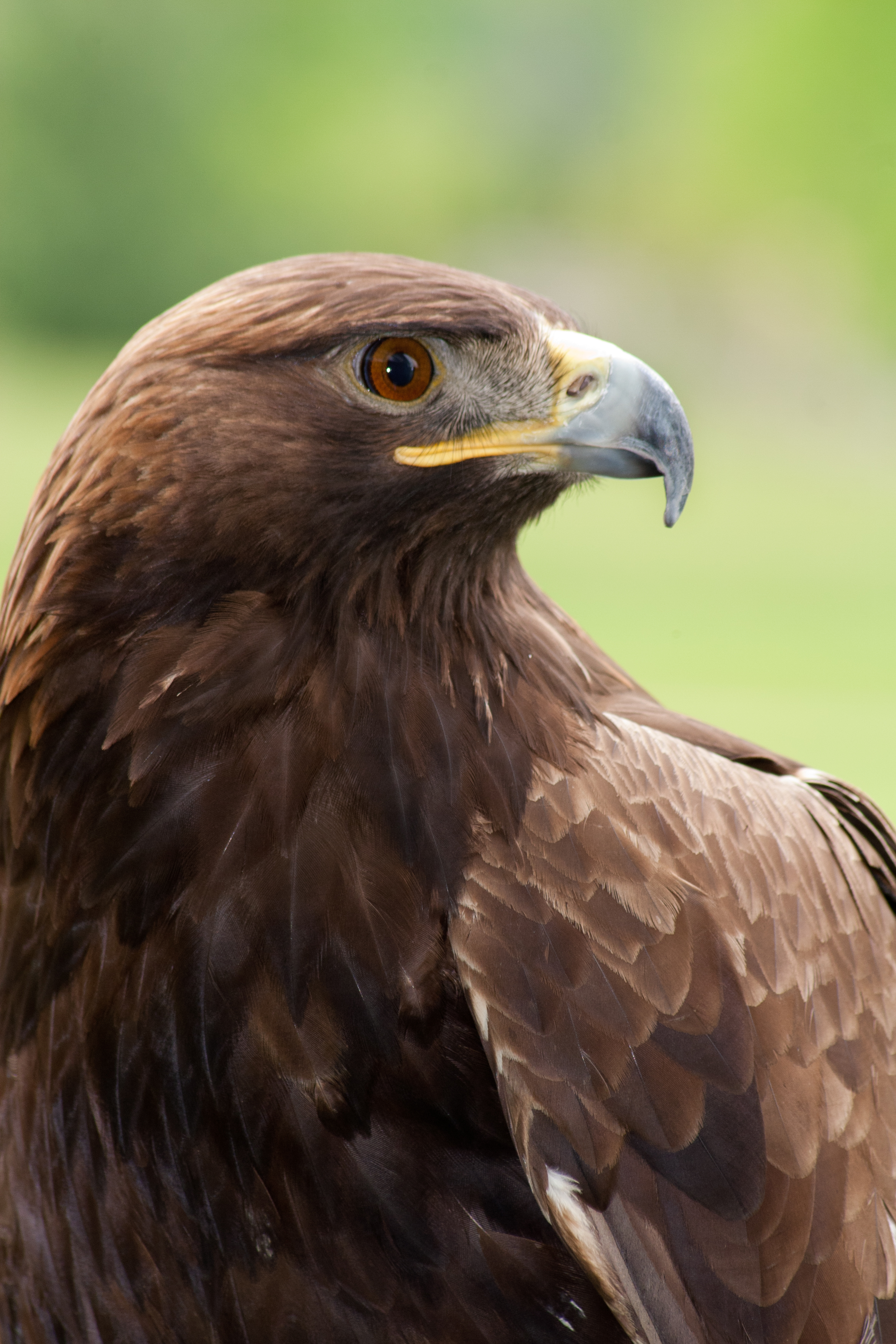
Đại bàng vàng, con vật biểu tượng của vùng Trung Á

Đi săn với đại bàng là những cuộc đi săn truyền thống của nhiều dân tộc du mục trên vùng đồng bằng Á-Âu được thực hiện bởi người Kazakh và người Kyrgyz của vùng Kazakhstan và Kyrgyzstan, nó cũng được tiến hành ở những vùng Bayan-Ölgii, Mông Cổ, và Tân Cương. Theo truyền thống, những thợ săn sẽ cưỡi ngựa trên thảo nguyên và dùng đại bàng (các gọi chỉ chung của các loài chim săn mồi đã được thuần hóa) để săn các loài thú trên thảo nguyên như thỏ, sói
Đai săn với đại bàng còn là môn thể thao độc đáo. Đặc biệt ở Mông Cổ và vùng Trung Á, huấn luyện đại bàng để tham gia cuộc thi đại bàng săn mồi được coi là nét văn hóa độc đáo vùng thảo nguyên Trung Á. Ở đất nước Mông Cổ, mọi người luôn truyền nhau câu nói: "Một người đàn ông nhất thiết phải có ba thứ: một con ngựa nhanh, một con chó trung thành và một chú đại bàng". Với những người thợ săn, đôi khi tình cảm họ dành cho đại bàng đồng hành chẳng khác gì với người vợ ở nhà.

## Tổng quan
Dãy núi Altai chạy từ Siberia, Nga xuống đến sa mạc Gobi, Mông Cổ là một trong những nơi hoang vắng, có khí hậu khắc nghiệt nhất hành tinh. Những người Kyrgyz và Kazakhs ở đây có truyền thống đi săn cùng đại bàng. Chúng được nuôi và huấn luyện để đồng hành cùng con người đi săn từ 4.000 năm nay ở vùng Trung Á. Đi săn cùng đại bàng đã trở thành một nghệ thuật được lưu truyền từ đời này qua đời khác. Những người thợ săn không điều khiển đại bàng, họ kết nối và phối hợp cùng chúng như những cộng sự thực thụ. Thợ săn làm thân với đại bàng từ việc cho chúng ăn bằng tay, khiến chúng tin tưởng vào mình.
Trong mắt người thợ săn, đại bàng không khác gì những đứa trẻ. Thợ săn không lo lắng đại bàng sẽ bay mất trong quá trình săn. Bởi họ biết rằng đại bàng luôn coi họ là một phần của gia đình, những con đại bàng thực sự yêu chủ nhân, chúng muốn bên cạnh họ và sẵn sàng chết vì chủ nhân của mình. Những cuộc đi săn thường diễn ra vào mùa đông khi các dấu chân cáo và động vật hiện rõ trên tuyết. Đại bàng sẽ đứng trên mỏm đá nhìn xuống. Thợ săn ở dưới gây tiếng động xua cáo ra khỏi hang. Khi đại bàng nhìn thấy cáo sẽ nhanh chóng sải cánh lượn xuống dồn con vật về gần phía chủ nhân.

## Huấn luyện
Người Kazakhstan sẽ huấn luyện đại bàng từ khi chúng mới ra đời và không nuôi nhốt chúng trong lồng chim. Người Kazakh có kinh nghiệm truyền đời là chỉ bắt chim đại bàng mái còn nhỏ về để huấn luyện vì chúng mạnh mẽ, hiếu chiến và nhanh nhạy hơn chim đại bàng trống. Người Kazakh thường nuôi đại bàng mái và những thợ săn thường chọn một con đại bàng cái để đồng hành trong các chuyến đi vì kích thước lớn của chúng. Những bé trai Kazakhstan bắt đầu học cách làm thân với đại bàng từ khi 13 tuổi. Khi bước vào độ tuổi 14–15, các bé trai thuộc tộc người Kazakh bắt đầu học cách huấn luyện chim đại bàng đi săn. Những đứa bé trai người Kazakh ở miền tây Mông Cổ 13 tuổi thì bắt đầu học cách điều khiển loài ưng điểu này cho việc săn cáo, thỏ, và khi đó những chú chim lớn đậu trĩu nặng những cánh tay còn yếu ớt của các em.
Trong khi đưa đàn gia súc đi ăn, người ta luôn mang chim đại bàng của mình theo để nó làm quen với gia súc, bảo vệ gia súc và cũng để luyện tập cho nó biết rằng không được phép săn bắt các loài vật nuôi như dê hay cừu bởi chăn nuôi gia súc là cách kiếm sống chủ yếu của người Kazakh. Các con đại bàng không được nuôi trong điều kiện cầm giữ, mà được bắt từ tổ về khi còn rất non. Người ta chọn các chú đại bàng cái non, bởi chúng về sau sẽ lớn hơn các con đực. Sau nhiều năm gắn bó và phục vụ, vào một buổi sáng mùa xuân, thợ săn sẽ thả chú đại bàng đi lần chót, và để một con cừu đã giết chết trên núi như món quà chia tay, quà chia tay là những miếng thịt cừu lớn. Đó là cách mà các thợ săn Kazakh làm, để đại bàng trở về với tự nhiên và đẻ trứng, có con, tiếp nối những thế hệ tương lai.

## Đi săn

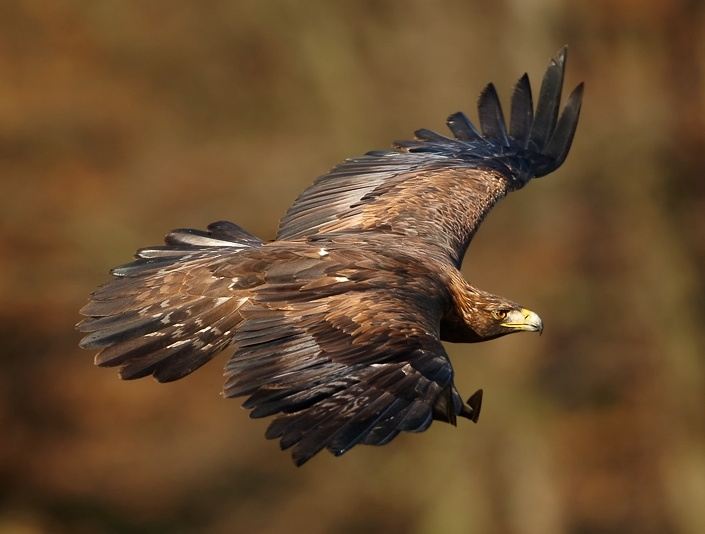
Đại bàng đã được thuần hóa sẽ không tấn công người và gia súc, chỉ tấn công các loại thú hoang

Kazakhstan được mệnh danh là quê hương của đại bàng. Nơi đây từ lâu nổi tiếng với truyền thống đi săn thú bằng đại bàng trong những ngày đông. Từ xa xưa người dân Mông cổ đã dùng đại bàng để săn thú trên các thảo nguyên bao la rộng lớn. Truyền thống săn thú bằng chim đại bàng được truyền từ đời này qua đời khác từ thế hệ xa xưa cho đến nay. Truyền thống huấn luyện chim đại bàng đi săn đã in sâu vào trong tim của nhiều người Kazakh. Ba đối tượng trong hoat động này là người săn bắt, chim đại bàng trung thành và con mồi như thỏ, cáo và sói. Người dân Kazakh sống trên dãy núi Altai quan niệm rằng chim đại bàng có thể xua đuổi những điều xấu xa trong tâm hồn con người.

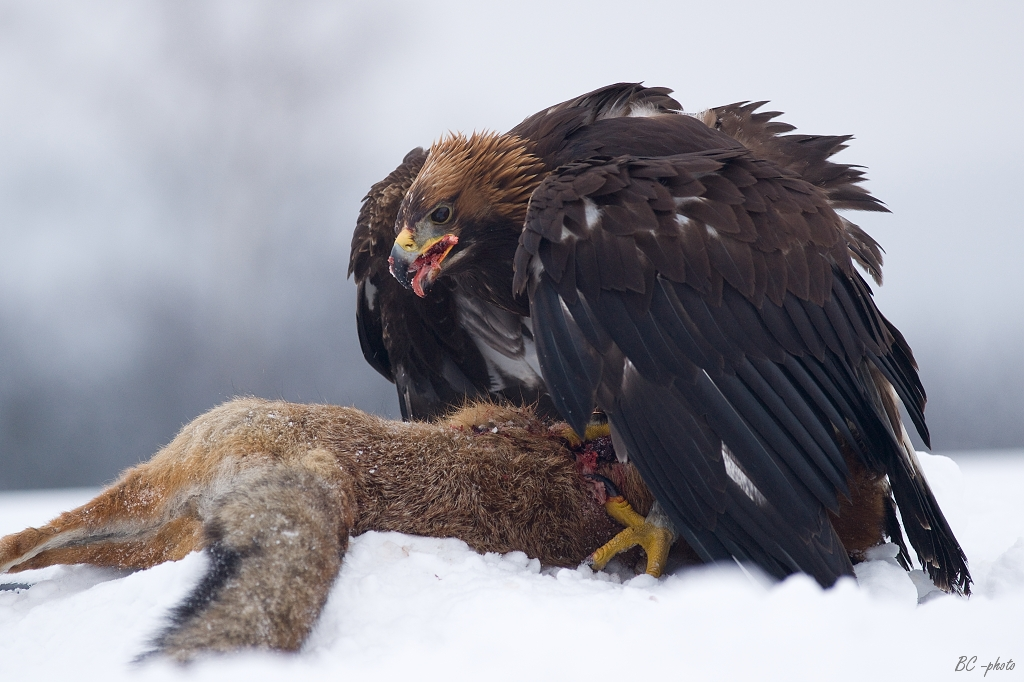
Một con đại bàng đã săn được một con sói

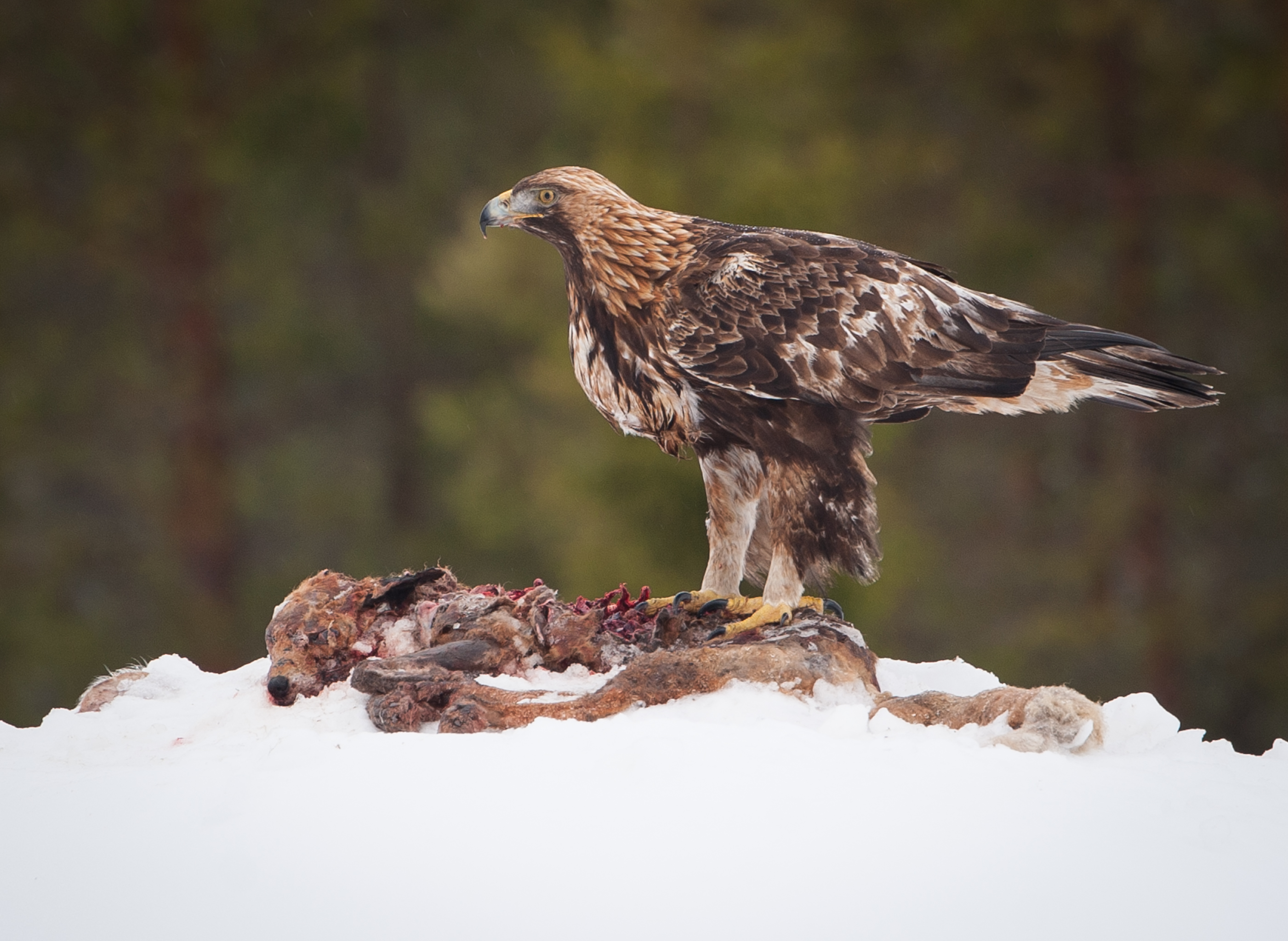
Săn mồi

Đây cũng là tộc người duy nhất trên thế giới dùng đại bàng vàng để săn bắt. Săn đại bàng là nghề truyền thống của bộ tộc Kazakh ở Mông Cổ. Họ biết sử dụng chim mồi để nhử đại bàng từ thế kỷ 15.Truyền thống đi săn bằng chim đại bàng của người Kazakh đã được lưu truyền qua nhiều thế hệ từ xưa đến nay. Đã có thời việc săn chim góp phần mang lại thức ăn và lông để người Mông Cổ chống lại mùa đông khắc nghiệt. Ngựa khỏe và đại bàng dữ từng được coi là hai trợ thủ không thể thiếu của chiến binh Mông Cổ. Sử sách ghi lại rằng Thành Cát Tư Hãn từng có hơn 5.000 thợ săn đại bàng trong đội cận vệ của ông..
Huấn luyện đại bàng đi săn là nghề truyền thống có từ thế kỷ XV, vẫn được coi là nghề dành cho những người dũng cảm trong bộ tộc Kazakh. Ngay cả phụ nữ cũng có thể trở thành thợ săn và mỗi dòng họ có các bí quyết và quy tắc riêng trong việc bắt, nuôi và huấn luyện đại bàng. Từ 4000 năm trước, họ đã có thói quen nuôi đại bàng và đến bây giờ cư dân ở đây vẫn được gọi với cái tên quê hương của đại bàng vàng. Đại bàng luôn được bộ tộc Kazakh đối xử như con người. Sau một thời gian chung sống với con người, chúng được trả về với cuộc sống tự do.. Để phục vụ cho công việc săn kiếm thức ăn của mình, người Kazakh bắt và huấn luyện đại bàng. Trong suốt hơn 200 năm, người Kazakh đã đi săn trên lưng ngựa với những con đại bàng được huấn luyện từ nhỏ. Trên núi và đồng cỏ có rất nhiều động vật, bao gồm thỏ, cáo và thậm chí cả sói, họ săn chúng để lấy lông làm quần áo, trang phục truyền thống.
Đi săn cùng đại bàng là một trong những phong tục phổ biến ở nước này và những quốc gia lân cận như Kyrgyzstan. Hiện ở Kazakhstan chỉ còn khoảng 50 thợ săn như vậy. Người Kazakh thường đi săn theo nhóm. Họ sẽ cưỡi ngựa rong ruổi khắp các rặng núi tuyết để phát hiện con mồi. Việc đi săn bắt đầu với những ngày rong ruổi trên lưng ngựa qua lớp tuyết trên núi, hoặc triền đá để chú chim có thể quan sát được xa hàng km. Khi phát hiện con mồi, các thợ săn sẽ cưỡi ngựa di chuyển vòng quanh để bao vây. Sau đó, họ thả đại bàng để nó tấn công trực tiếp con thú. Nếu những đòn đầu tiên chưa đủ hạ gục con vật này, các thợ săn mới tiếp tục thả đại bàng thứ hai. Chẳng hạn như khi phát hiện được con cáo, họ sẽ đuổi cho nó chạy ra chỗ trống, rồi chú đại bàng được thả ra. Nếu chú chim không hạ được con mồi thì một chú chim khác sẽ được tung ra. 

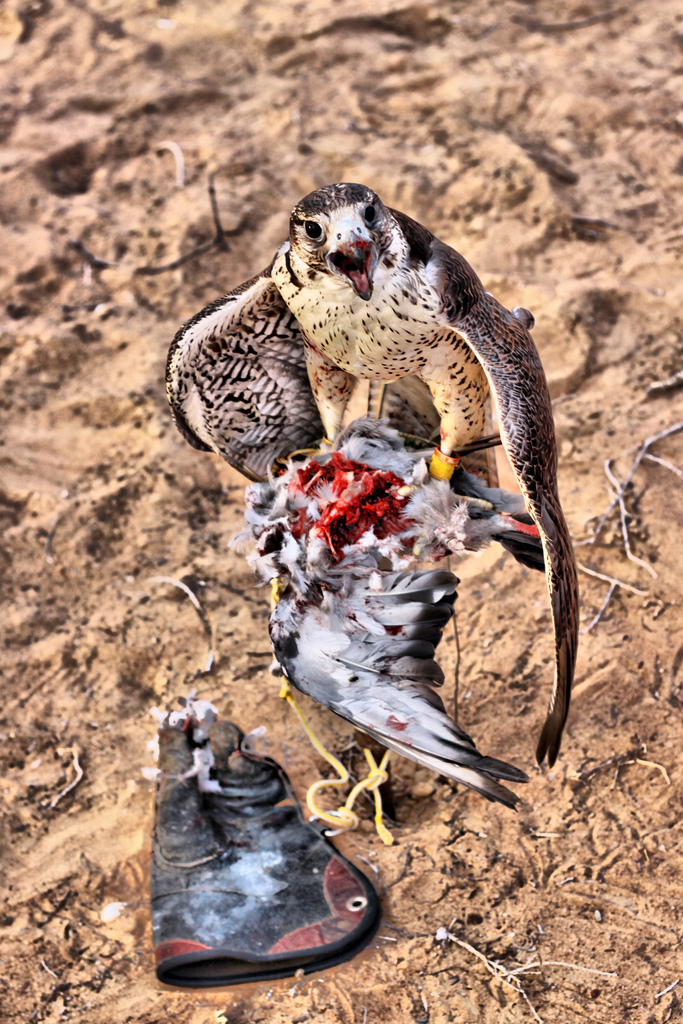
Một con đại bàng đã bắt được một con chim mồi

Thông thường thợ săn cưỡi ngựa, đại bàng săn đậu bên tay trái, len lỏi giữa đồi núi tuyết phủ. khi phát hiện các con mồi, từ trên mỏm đá, người thợ săn sẽ lập tức thả đại bàng để nó rượt theo con mồi. Những con đại bàng dũng mãnh tấn công vào cột sống của con mồi đang tìm cách chạy trốn. Nó chộp lấy con mồi bằng các móng vuốt của mình và chờ đợi người chủ đến gần thu lượm thành quả. Các thợ săn hy vọng chim của họ thật dũng mãnh để có thể săn bắt được con chó sói tinh nhanh. Mỗi thợ săn đều mong chim đại bàng của họ bắt được con mồi nhanh chóng. Khi bắt được con mồi, người thợ săn sẽ hô to tên của gia tộc mình. Đại bàng được huấn luyện chỉ săn thỏ, săn sói mà không làm hại vật nuôi. Sau nhiều năm sống cùng với chú chim đại bàng, người thợ săn sẽ trả nó về với thế giới hoang dã và cột 1 sợi dây vào cổ con chim đại bàng như một hình thức khen thưởng khả năng săn bắt giỏi của nó. Những thợ săn tìm bắt đại bàng con có thể quan sát cổ chim mẹ có buộc dây hay không để đoán biết khả năng của chim con.

## Truyền thống
Nếu như sư tử là chúa sơn lâm, cá mập là sát thủ của biển khơi thì loài đại bàng vàng từ lâu cũng được mệnh danh là chúa tể bầu trời với sức mạnh đáng nể của mình. Chim đại bàng lông vàng bay lượn trên vùng cao nguyên rộng lớn đã là một nét đẹp đặc trưng của đất nước Mông Cổ. Người Mông Cổ thường nuôi chúng để đi săn bắt, kiếm thức ăn nên chúng còn được gọi là đại bàng vàng Mông Cổ. Giống đại bàng Mông Cổ này tượng trưng cho sức mạnh và quyền lực. Truyền thống đi săn với đại bàng được những người Kazakh tiếp nhận vào khoảng những năm 940 sau công nguyên.
Họ có Lễ hội diễn ra trong 3 ngày với sự tham gia của 60 người huấn luyện đại bàng đến từ khắp nơi trong vùng. Vài người trong số đó phải vượt qua chặng đường dài 3 ngày trên lưng ngựa mới đến được nơi diễn ra lễ hội. Một người thợ săn Kazakh luôn coi trọng chim đại bàng của mình, họ đối xử với chúng rất nhẹ nhàng, cẩn thận. Những con đại bàng không chỉ là một vật nuôi mà với họ nó còn là một người bạn trung thành. Người Kazakh rất coi trọng đại bàng, họ đối xử với chúng nhẹ nhàng, cẩn thận, bởi ở nơi này, chúng là "chiến binh" quan trọng giúp họ có thức ăn và áo ấm làm từ lông thú để mặc, hơn nữa còn là một người bạn vô cùng trung thành. Phía đông của nước Kazakhstan, cứ vào đầu tháng 12 hàng năm, người dân ở đây thường tổ chức cuộc thi "Đại bàng săn mồi" và những con đại bàng dũng mãnh đã thể hiện tài năng tuyệt vời của mình tại cuộc thi kéo dài trong vòng hai ngày.